# یزید سوم
یزید بن ولید یا یزید سوم (به عربی: یزید الثالث بن الولید بن عبدالملک بن مروان) دوازدهمین خلیفه اموی بود؛ فرمانروایی او تنها شش ماه نخست سال (۱۲۶ ه.ق) ۷۴۴ میلادی بود. یزید بن ولید علیه ولید بن یزید گواهی داد و او را به تباه کردن احکام اسلام متهم کرد، تا این که ولید از خلافت برکنار شد و او به جای وی به خلافت نشست. یزید سوم، منصور بن جمهور را به فرمانداری عراق فرستاد. او سهم افرادی را از بیت المال کاهش داد، و دستور به جزیه گرفتن از غیرمسلمانان به قدری داد که برایشان سنگین نباشد. او حارث بن سریج را از شهرهای ترک بازگرداند. بعد از گذشت شش ماه، یزید در سال ۱۲۶ هجری درگذشت. در روایتی که طبری نقل کرده آمده که قدریه پافشاری می‌کردند که یزید سوم، جانشینی تعیین نموده و کار مسلمانان را مهمل نگذارد؛ او برای ابراهیم برادرش و نیز عبد العزیز بن حجاج بن عبدالملک بیعت گرفت.